# Lakeside Park
Der Lakeside Park ist eine etwa 9,7 Hektar große, städtische Grünanlage im Zentrum von Andrews im Andrews County im US-Bundesstaat Texas. Innerhalb des Parks befindet sich ein 3,3 Hektar großer See. Der Erholungsraum wurde hauptsächlich als Brutgebiet für Vögel angelegt. Der See wird auch von Anglern genutzt.
Die Stadt bekam 2005 vom Texas Parks and Wildlife Department die Genehmigung, eine offizielle Grünanlage zur Vogelbeobachtung mit integriertem Feuchtgebiet einzurichten.
Im Park befinden sich mehrere Baseballfelder.